# Jodie Foster
Jodie Foster, właśc. Alicia Christian Foster (ur. 19 listopada 1962 w Los Angeles) – amerykańska aktorka, reżyserka i producentka filmowa, zdobywczyni dwóch Oscarów i wielu nominacji do nagród aktorskich (Złoty Glob, David di Donatello, British Academy of Film and Television Arts Award i inne).
Zadebiutowała na ekranie w wieku trzech lat, uczestnicząc w reklamach preparatów do opalania Coppertone. Później grała jako dziecko w filmach i serialach telewizyjnych, takich jak Papierowy księżyc, Napoleon i Samantha, Bugsy Malone oraz Bonanza. Pierwszą poważną rolę zagrała w wieku 14 lat w filmie Taksówkarz (1976) i otrzymała za nią nominację do Oscara. Pierwszego Oscara dla najlepszej aktorki otrzymała w 1989 za rolę Sarah Tobias w filmie Oskarżeni (1988), drugiego – w tej samej kategorii – w 1992 za rolę Clarice Starling w filmie Milczenie owiec (1991). Inne znane filmy, w których zagrała Foster, to m.in. Alicja już tu nie mieszka (1974), Hotel New Hampshire (1984), Nell (1994), Maverick (1994), Kontakt (1997), Anna i król (1999), Plan doskonały (2006), Odważna (2008).
Jako reżyserka wyreżyserowała filmy pełnometrażowe Tate-mały geniusz (1991), Wakacje w domu (1995) i Podwójne życie (2011). Jako producentka założyła w 1992 wytwórnię filmową Egg Pictures.

## Kariera

### Dzieciństwo
Karierę aktorską rozpoczęła od występu w kampanii reklamowej firmy Coppertone. Mając trzy lata, zagrała w filmie reklamującym preparaty do opalania. W ciągu następnych pięciu lat zagrała w ok. 40 reklamach firmy. W 1968 po raz pierwszy wystąpiła w telewizji – w serialu komediowym Mayberry RFD, w którym jedną z głównych ról odgrywał jej starszy brat, Buddy. Zagrała w ponad 20 serialach, w tym w Ulicy Sezamkowej i Bonanzie.
W 1970 (w wieku ośmiu lat) zaliczyła debiut w filmie telewizyjnym Menace on the Mountain (reż. Vincent McEveety), odgrywając rolę siostry chłopca, który po wyjeździe ojca na wojnę musi utrzymać rodzinę. Debiut kinowy Foster nastąpił dwa lata później, w filmie wyprodukowanym przez wytwórnię Walta Disneya, Napoleon and Samantha (reż. Bernard McEveety). Zagrała w nim tytułową Samanthę, przyjaciółkę 11-letniego chłopca (Napoleona), który opiekuje się cyrkowym lwem, a po śmierci dziadka – tresera wyrusza w poszukiwaniu rodziny, by nie zostać odesłanym do sierocińca. W kolejnych latach wystąpiła jeszcze w kilku innych filmach Disneya przeznaczonych dla młodej widowni, m.in. One Little Indian (1973, reż. Bernard McEveety), Freaky Friday (1976, reż. Gary Nelson) i Candleshoe (1977, reż. Norman Tokar).
W 1974 po raz pierwszy spotkała się na planie z reżyserem Martinem Scorsese, grając jedną z drugoplanowych ról w filmie Alice Doesn't Live Here Anymore (Alicja już tu nie mieszka). W 1976 zagrała u boku Roberta De Niro nastoletnią prostytutkę Iris w jednym z najsłynniejszych amerykańskich filmów Scorsese Taksówkarz. Za tę rolę nominowana została do Oscara w kategorii najlepsza aktorka drugoplanowa. W tym samym roku wcieliła się w rolę Tallulah w musicalu wyreżyserowanym przez Alana Parkera Bugsy Malone, wystąpiła również w filmie Freaky Friday (Zakręcony piątek jako nastolatka Annabel Andrews, która zamienia się w swoją matkę – nominacja do nagrody Złotego Globu). Również w 1976 wystąpiła w thrillerze Dziewczynka, która mieszka na końcu drogi (reż. Nicolas Gessner), za który otrzymała nagrodę Saturna, przyznawaną przez Amerykańską Akademię Filmów Science Fiction, Fantasy i Horrów (Academy of Science Fiction, Fantasy & Horror Films).
Nastoletnią karierę Foster kończą filmy Candleshoe, Foxes i Carny oraz dwie produkcje europejskie: francuska Moi, Fleur Bleue oraz włoska Il Casotto.

### Dorosłość

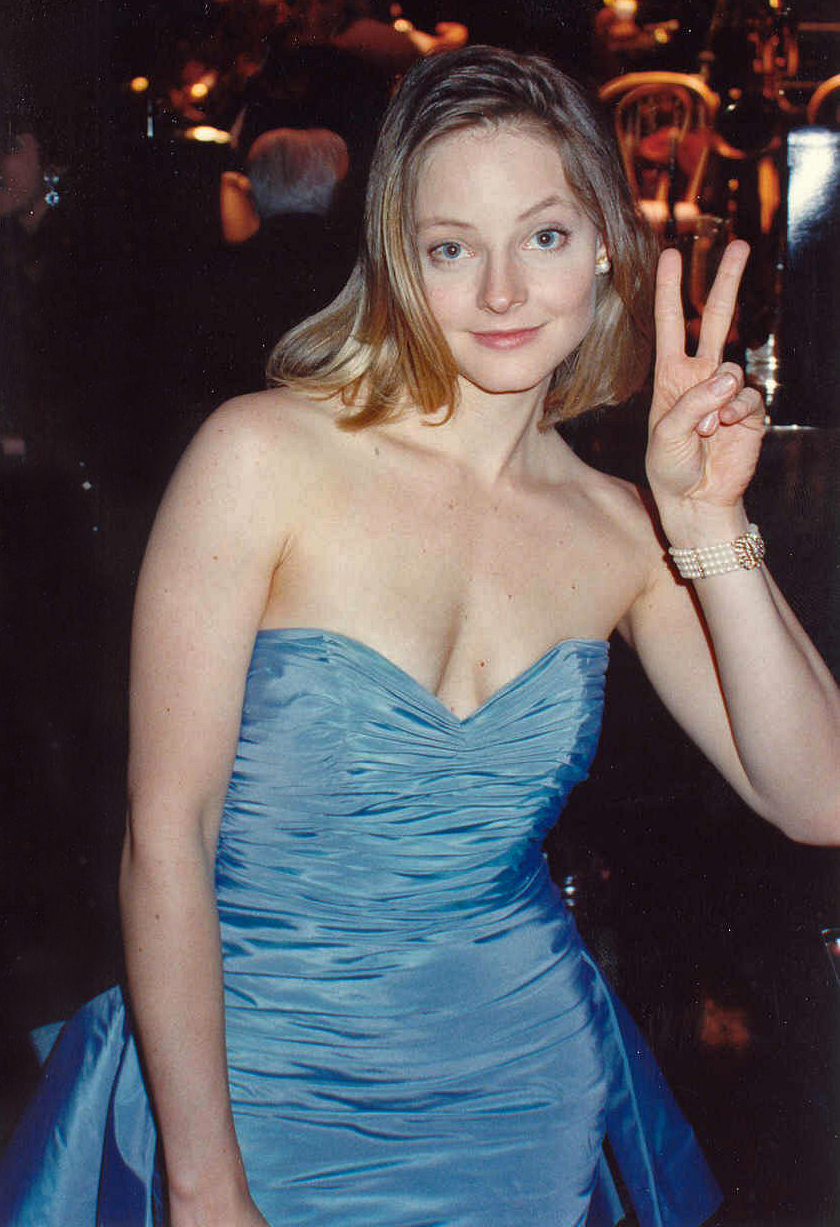
Jodie Foster, 1989

W przeciwieństwie do wielu dzieci – gwiazd Hollywood, takich jak Shirley Temple, Tatum O’Neal czy Macaulay Culkin – Foster nie tylko udało się pozostać w show-biznesie, ale też odnieść w nim kolejne sukcesy. Początki dorosłej kariery nie były jednak łatwe: filmy realizowane po 1980 nie spotkały się z uznaniem ani krytyków, ani widzów (finansową klapę poniosły kolejno The Hotel New Hampshire, Five Corners, i Stealing Home.). Przełomem okazała się dopiero rola w filmie Oskarżeni (The Accused, 1988, reż. Jonathan Kaplan), w którym Foster zagrała rolę młodej kobiety – ofiary zbiorowego gwałtu, która walczy o sądowe ukaranie winnych. Za występ w tym filmie aktorka uhonorowana została dwiema nagrodami dla najlepszej aktorki: Oscarem i Złotym Globem.
W 1990 rozpoczęła debiutem reżyserskim Tate – mały geniusz, w którym odegrała również rolę matki niezwykle uzdolnionego chłopca. Otrzymała też drugiego Oscara i drugi Złoty Glob dla najlepszej aktorki za główną rolę w filmie Milczenie owiec, w którym zagrała agentkę FBI usiłującą uzyskać od psychopatycznego Hannibala Lectera (Anthony Hopkins) pomoc w znalezieniu i aresztowaniu seryjnego mordercy Buffalo Billa.
W 1992 po raz kolejny w swojej karierze zagrała rolę prostytutki (Cienie we mgle – Shadows And Fog, reż. Woody Allen). Rok później można było oglądać ją na ekranach kin u boku Richarda Gere'a jako Laurel Sommersby. Film Sommersby to remake francuskiej produkcji Le Retour De Martin Guerre. Główny bohater, Jack Sommersby, wraca do domu po wojnie secesyjnej. Żona i znajomi nie są jednak pewni, czy to prawdziwy Jack.
Podróżą w przeszłość była również komedia Maverick, nakręcona w 1994. Akcja filmu dzieje się na Dzikim Zachodzie w XIX wieku. Foster gra rolę drobnej złodziejki i pokerzystki Annabell Branford, która – podobnie jak drugi główny bohater Maverick (Mel Gibson), usiłuje zebrać pieniądze, które pozwoliłyby jej wziąć udział w turnieju pokerowym.
W 1992 założyła własną wytwórnię filmową Egg Pictures. Wytwórnia wyprodukowała kilka niskobudżetowych filmów, w tym: Wakacje w domu (Home for the Holidays, 1995, reż. Jodie Foster), Ministranci (The Dangerous Lives of Altar Boys, 2002, reż. Peter Care) oraz Nell (1994, reż. Michael Apted). Ta ostatnia produkcja przyniosła Foster, odtwórczyni głównej roli, kolejne nominacje do Oscara i nagrody Złotego Globu. Bohaterką dramatu jest Nell Kellty, młoda dziewczyna wychowana przez matkę w odosobnieniu. Nell nie jest w stanie komunikować się z otoczeniem, ponieważ zna tylko język, który sama wymyśliła. Naukowcy podejmują próbę porozumienia się z nią i odkrycia jej przeszłości.
Kolejne produkcje, w których Foster odegrała główne role, to: Kontakt (Contact, 1997, reż. Robert Zemeckis, luźna adaptacja bestsellerowej powieści Carla Sagana, opowiadającej o odebraniu pierwszej w dziejach wiadomości od pozaziemskiej cywilizacji); Anna i król (Anna and the King, 1999, reż. Andy Tennant, opowieść o romansie angielskiej nauczycielki Anny Leonowens z XIX-wiecznym władcą Tajlandii, królem Mongkutem); Azyl (Panic Room, 2002, reż. David Fincher, thriller, bohaterkami są matka i nastoletnia córka, które kupują mieszkanie z pomieszczeniem, gdzie można schować się przed włamywaczami. Okazuje się jednak, że w azylu ukryto również pieniądze); Plan lotu (Flightplan, 2005, reż. Robert Schwentke, Kyle Pratt leci wraz z córką do Nowego Jorku. W trakcie lotu dziewczynka znika. Zdesperowana matka zaczyna poszukiwania, choć załoga twierdzi, że dziecka nigdy na pokładzie nie było) oraz Odważna (The Brave One, 2007, reż. Neil Jordan, kolejny film sensacyjny w karierze Jodie Foster, tym razem gra w nim kobietę, która szuka zemsty za śmiertelne pobicie narzeczonego).
Drugoplanowe role Foster zagrała w filmach Bardzo długie zaręczyny (Un long dimanche de fiançailles, 2004, reż. Jean-Pierre Jeuneta) oraz Plan doskonały (Inside Man, 2006, reż. Spike Lee).
Kolejnym filmem Foster jest kino familijne Wyspa Nim (Nim's Island, 2008, reż. Jennifer Flackett i Mark Levin). Tym razem aktorka wcieliła się w rolę ekscentrycznej autorki powieści przygodowych, która rusza na pomoc ojcu największej fanki swoich książek – tytułowej Nim.

## Życie prywatne
Urodziła się w Los Angeles, jako córka Evelyn Foster (nazywanej Brandy) oraz Luciusa Fishera Fostera III – wysokiej rangi pilota wojskowego i weterana bitwy o Anglię, który po przejściu w stan spoczynku zajął się sprzedażą nieruchomości. Rodzice aktorki rozwiedli się, zanim przyszła na świat. Późniejsze kontakty Foster z ojcem ograniczyły się do kilku spotkań w całym życiu. Przemożny wpływ na wychowanie aktorki miała natomiast matka. Ma dwie starsze siostry i starszego brata (Lucinda Foster, ur. 1954, zwana przez rodzinę Cindy; Constance „Connie” Foster, ur. 1955 oraz Lucius Fisher „Buddy” Foster IV, ur. 1957). Buddy Foster, podobnie jak Jodie, był w dzieciństwie gwiazdą telewizyjną i filmową, jednak zrezygnował z kariery aktorskiej, jednocześnie opuszczając dom w wieku 15 lat. Do dziś pozostaje w konflikcie z Jodie. Powodem napiętych relacji jest między innymi napisana przez niego w 1997 roku i nieautoryzowana przez aktorkę biografia Foster Child.
Jako nastolatka ukończyła z wyróżnieniem prywatne Liceum Francuskie (Lycée Français de Los Angeles) i do dziś płynnie mówi po francusku (jak również po niemiecku). Jest absolwentką Uniwersytetu Yale (kierunek literatura, ukończony z wyróżnieniem w 1985 roku). W trakcie studiów niezrównoważony psychicznie John Hinckley Jr., chcąc zaimponować aktorce, postrzelił Ronalda Reagana (rany odniesione w czasie tego zamachu prawdopodobnie przyczyniły się do wielu chorób prezydenta, szczególnie w późniejszych latach). Zamach Johna Hinckleya był dla Foster traumatycznym przeżyciem: ze względu na zamieszanie wokół jej osoby oraz proces zamachowca przerwała na jeden rok naukę, później przez wiele lat odmawiała jakichkolwiek wypowiedzi na temat zdarzenia. John Hinckley został uniewinniony ze względu na niepoczytalność i osadzony w zakładzie psychiatrycznym.
Ma dwóch synów: Charlesa Bernarda Fostera (ur. 1998) i Kita Bernarda Fostera (ur. 2001). Aktorka nigdy nie ujawniła, kto jest ojcem dzieci ani w jaki sposób zostały poczęte. Media spekulują, że Foster poddała się sztucznemu zapłodnieniu, a dawcą nasienia był jej długoletni przyjaciel, gej Randy Stone.
W grudniu 2007, odbierając nagrodę za sukces, jaki odniosła w show-biznesie („Kobieta w show-biznesie” – Women in Entertainment), wygłosiła mowę, w której zwróciła się do producentki filmowej Cydney Bernard „moja piękna Cydney” i podziękowała za bycie przy niej podczas porażek i sukcesów. Media zinterpretowały tę wypowiedź jako ujawnienie przez Foster jej homoseksualizmu. Wiadomo, że Foster i Bernard poznały się w 1992 podczas pracy przy filmie Sommersby. Nigdy nie pokazywały się razem podczas premier filmowych ani ceremonii wręczania nagród, ale wielokrotnie widziano je na ulicy razem z synami aktorki. Wiadomo też, że mieszkały razem.
W maju 2008 prasa bulwarowa zamieściła informacje o rozstaniu Foster i Bernard oraz nawiązaniu przez tę pierwszą bliskiej znajomości z poznaną podczas zdjęć do filmu Odważna scenarzystką Cindy Mort.
Orientacja seksualna artystki jest precyzowana jako homoseksualna, co publicznie potwierdziła podczas rozdania Złotych Globów w 2013 roku. W kwietniu 2014 Jodie poślubiła swoją partnerkę Alexandrę Hedison, 44-letnią fotografkę i byłą dziewczynę Ellen DeGeneres.
Jest ateistką, ale „darzy głębokim szacunkiem wszystkie religie i spędza wiele czasu, studiując święte teksty czy to religii Wschodu czy Zachodu”.

## Filmografia
| Rok  | Tytuł                                                       | Uwagi                             |
| ---- | ----------------------------------------------------------- | --------------------------------- |
| 1969 | Mayberry, R.F.D.                                            | serial telewizyjny, jeden odcinek |
| 1969 | Ulica Sezamkowa (Sesame Street)                             | serial telewizyjny, jeden odcinek |
| 1969 | The Courtship Of Eddie's Father                             | serial telewizyjny, jeden odcinek |
| 1969 | Gunsmoke                                                    | serial telewizyjny, jeden odcinek |
| 1969 | Julia                                                       | serial telewizyjny, jeden odcinek |
| 1970 | Menace on the Mountain                                      | film telewizyjny                  |
| 1970 | Daniel Boone                                                | serial telewizyjny, dwa odcinki   |
| 1970 | Nanny And The Professor                                     | serial telewizyjny, jeden odcinek |
| 1970 | The Courtship Of Eddie's Father                             | serial telewizyjny, jeden odcinek |
| 1970 | Mayberry RFD                                                | serial telewizyjny, jeden odcinek |
| 1970 | Adam-12                                                     | serial telewizyjny, jeden odcinek |
| 1971 | Gunsmoke                                                    | serial telewizyjny, jeden odcinek |
| 1971 | The Courtship Of Eddie's Father                             | serial telewizyjny, jeden odcinek |
| 1971 | My Three Sons                                               | serial telewizyjny, jeden odcinek |
| 1972 | The Amazing Chan And The Chan Clan                          | dubbing                           |
| 1972 | Napoleon and Samantha                                       | debiut kinowy                     |
| 1972 | The Paul Lynde Show                                         | serial telewizyjny, jeden odcinek |
| 1972 | Kansas City Bomber                                          |                                   |
| 1972 | Ironside                                                    | serial telewizyjny, jeden odcinek |
| 1972 | Bonanza                                                     | serial telewizyjny, jeden odcinek |
| 1972 | My Sister Hank                                              | pilot serialu telewizyjnego       |
| 1972 | My Three Sons                                               | serial telewizyjny, jeden odcinek |
| 1972 | Gunsmoke                                                    | serial telewizyjny, jeden odcinek |
| 1972 | Ghost Story                                                 | serial telewizyjny, jeden odcinek |
| 1973 | Tom Sawyer                                                  |                                   |
| 1973 | Alexander                                                   | film telewizyjny                  |
| 1973 | The Partridge Family                                        | serial telewizyjny, jeden odcinek |
| 1973 | Kung Fu                                                     | serial telewizyjny, jeden odcinek |
| 1973 | The New Perry Mason                                         | serial telewizyjny, jeden odcinek |
| 1973 | Love Story                                                  | serial telewizyjny, jeden odcinek |
| 1973 | Przygody rodziny Addamsów (The Addams Family)               | dubbing (Pugsley Addams)          |
| 1973 | Bob & Carol & Ted & Alice                                   | serial telewizyjny                |
| 1973 | Rookie Of The Year                                          | film telewizyjny                  |
| 1973 | One Little Indian                                           |                                   |
| 1974 | Alicja już tu nie mieszka (Alice Doesn't Live Here Anymore) |                                   |
| 1974 | Smile, Jenny, You're Dead                                   | film telewizyjny                  |
| 1974 | Paper Moon                                                  | serial telewizyjny                |
| 1975 | The Secret Life of T.K. Dearing                             | film telewizyjny                  |
| 1975 | Medical Centre                                              | serial telewizyjny, jeden odcinek |
| 1976 | Taksówkarz (Taxi Driver)                                    |                                   |
| 1976 | Bugsy Malone                                                |                                   |
| 1976 | Freaky Friday                                               |                                   |
| 1976 | The Little Girl Who Lives Down the Lane                     |                                   |
| 1976 | Echoes of a Summer                                          |                                   |
| 1976 | Saturday Night Live                                         | serial telewizyjny, jeden odcinek |
| 1977 | Candleshoe                                                  |                                   |
| 1977 | Il Casotto                                                  |                                   |
| 1977 | Moi, fleur bleue                                            |                                   |
| 1980 | Foxes                                                       |                                   |
| 1980 | Carny                                                       |                                   |
| 1982 | O’Hara’s Wife                                               |                                   |
| 1983 | Svengali                                                    | film telewizyjny                  |
| 1984 | Le Sang des autres                                          |                                   |
| 1984 | The Hotel New Hampshire                                     |                                   |
| 1986 | Mesmerized                                                  |                                   |
| 1987 | Siesta                                                      |                                   |
| 1987 | Five Corners                                                |                                   |
| 1988 | Stealing Home                                               |                                   |
| 1988 | Oskarżeni (The Accused)                                     |                                   |
| 1990 | Catchfire                                                   | inny tytuł: Backtrack             |
| 1991 | Tate-mały geniusz (Little Man Tate)                         |                                   |
| 1991 | Milczenie owiec (The Silence of the Lambs)                  |                                   |
| 1992 | Shadows and Fog                                             |                                   |
| 1993 | Sommersby                                                   |                                   |
| 1994 | Nell                                                        |                                   |
| 1994 | Maverick                                                    |                                   |
| 1994 | All About Bette                                             | film telewizyjny                  |
| 1997 | Kontakt (Contact)                                           |                                   |
| 1997 | Z Archiwum X (The X-Files)                                  |                                   |
| 1999 | Anna i król (Anna and the King)                             |                                   |
| 2002 | Azyl (Panic Room)                                           |                                   |
| 2002 | Ministranci (The Dangerous Lives of Altar Boys)             |                                   |
| 2004 | Bardzo długie zaręczyny (Un long dimanche de fiançailles)   |                                   |
| 2005 | Plan lotu (Flightplan)                                      |                                   |
| 2006 | Plan doskonały (Inside Man)                                 |                                   |
| 2007 | Odważna (The Brave One)                                     |                                   |
| 2008 | Wyspa Nim (Nim's Island)                                    |                                   |
| 2011 | Rzeź (Carnage)                                              |                                   |
| 2011 | Podwójne życie (The Beaver)                                 |                                   |
| 2013 | Elizjum (Elysium)                                           |                                   |
| 2018 | Hotel Artemis (Hotel Artemis)                               |                                   |
| 2021 | Mauretańczyk (The Mauritanian)                              |                                   |
| 2023 | Nyad                                                        |                                   |
| 2024 | Detektyw (True Detective)                                   | serial, 4 sezon, rola tytułowa    |

## Nominacje do nagród
| Rok  | Nagroda                                        | Kategoria                                        | Przyznana? | Film                                      |
| ---- | ---------------------------------------------- | ------------------------------------------------ | ---------- | ----------------------------------------- |
| 1976 | BAFTA                                          | najlepsza aktorka drugoplanowa, najlepszy debiut | tak        | Bugsy Malone                              |
| 1977 | Złote Globy                                    | najlepsza aktorka w komedii lub musicalu         | nie        | Freaky Friday                             |
| 1977 | Oscary                                         | najlepsza aktorka drugoplanowa                   | nie        | Taksówkarz                                |
| 1978 | Saturn                                         | najlepsza aktorka                                | tak        | Dziewczynka, która mieszka na końcu drogi |
| 1989 | Oscary                                         | najlepsza aktorka pierwszoplanowa                | tak        | Oskarżeni                                 |
| 1991 | Oscary                                         | najlepsza aktorka pierwszoplanowa                | tak        | Milczenie owiec                           |
| 1991 | Stowarzyszenie Nowojorskich Krytyków Filmowych | najlepsza aktorka                                | tak        | Milczenie owiec                           |
| 1992 | Saturn                                         | najlepsza aktorka                                | nie        | Milczenie owiec                           |
| 1995 | Nagrody Stowarzyszenia Aktorów Filmowych       | najlepsza aktorka                                | tak        | Nell                                      |
| 1995 | Oscary                                         | najlepsza aktorka pierwszoplanowa                | nie        | Nell                                      |
| 1997 | Złote Globy                                    | najlepsza aktorka dramatyczna                    | nie        | Kontakt                                   |
| 1998 | Saturn                                         | najlepsza aktorka                                | tak        | Kontakt                                   |
| 2003 | Saturn                                         | najlepsza aktorka                                | nie        | Azyl                                      |
| 2006 | Saturn                                         | najlepsza aktorka                                | nie        | Plan lotu                                 |
| 2008 | Złote Globy                                    | najlepsza aktorka dramatyczna                    | nie        | Odważna                                   |
| 2008 | People’s Choice Award                          | ulubiona aktorka                                 | nie        |                                           |

## Nagrody
- Nagroda Akademii Filmowej
  - Najlepsza aktorka pierwszoplanowa: 1992 Milczenie owiec
  - 1989 Oskarżeni
- Złoty Glob
  - Najlepsza aktorka w filmie dramatycznym: 1992 Milczenie owiec
  - 1989 Oskarżeni
- Nagroda BAFTA Najlepsza aktorka: 1992 Milczenie owiec Najlepsza aktorka drugoplanowa: 1977 Bugsy Malone
- Nagroda Gildii Aktorów Ekranowych Najlepsza aktorka: 1995 Nell